# Melanichneumon mystificans
Melanichneumon mystificans là một loài tò vò trong họ Ichneumonidae.